# Louis Schutte (1932)
Louis Schutte (Den Haag, 10 oktober 1932 - aldaar, 20 november 2021) was een Nederlands kunstschilder en tekenaar.

## Leven en werk
Louis Schutte is opgegroeid in Den Haag waar hij het Grotius lyceum (nu Segbroek College) bezocht. Hij studeerde Nederlands en werd onderwijzer en schoolhoofd in het lager onderwijs om zijn gezin te kunnen onderhouden, maar was altijd met de kunsten bezig. Toen zijn dochters het ouderlijk huis verlieten begon hij fulltime te  schilderen en te tekenen.
Louis Schutte schilderde het liefst landschappen, bij voorkeur de Amsterdamse Waterleidingduinen, Zuid-Limburg, de omgeving van Rhenen, Maassluis, Reeuwijk, en Rottemeren. In deze gebieden zocht hij contact om te exposeren en wist hij zijn werk succesvol te verkopen. De laatste jaren schilderde Louis Schutte vooral het landschap dichter bij huis.
Het werk van Louis Schutte is opgenomen in de collecties van een aantal streekmusea zoals het Museum Maassluis en het Streekmuseum Jan Anderson in Vlaardingen.

## Exposities

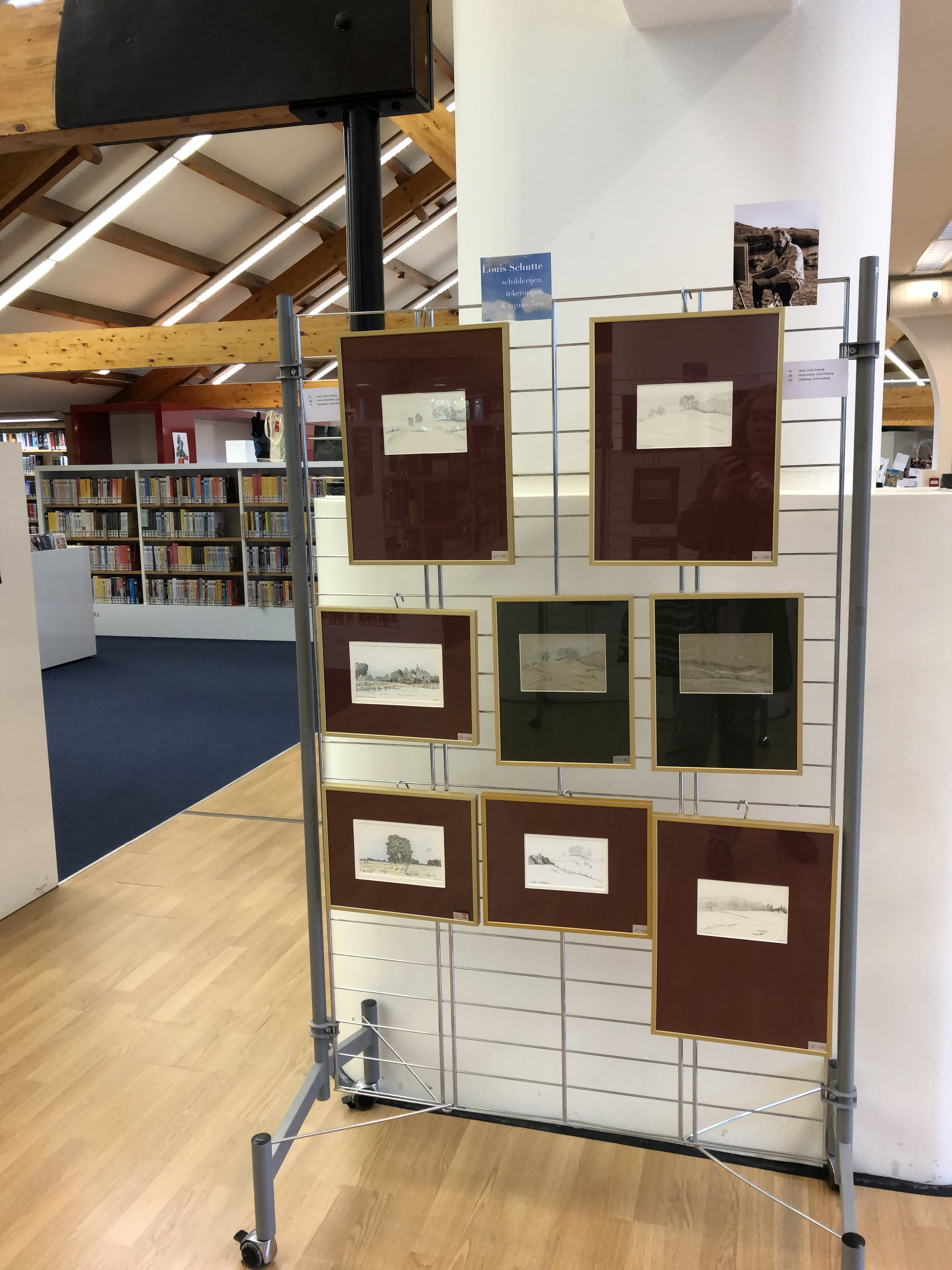
Expositie (fragment): een eerbetoon aan Louis Schutte, 23 augustus 2022 t/m 24 september 2022, Bibliotheek Nieuw Waldeck, Den Haag

Louis Schutte heeft diverse malen met zijn werk geëxposeerd, waaronder:
- 1984, 1985, 1985, 1987 Galerie Gerard Lageman, Amsterdam
- 1993 Gemeentemuseum Maassluis
- 1997 Gemeentemuseum Het Rondeel Rhenen (solo-expositie)
- 2022 bibliotheek Nieuw Waldeck, Den Haag (solo-expositie, postuum))